# Filot
Filot is een plaats en deelgemeente van de Belgische gemeente Hamoir.
Filot ligt in de provincie Luik en was tot 1 januari 1977 een zelfstandige gemeente.

## Demografische ontwikkeling
- Bronnen:NIS, Opm:1831 tot en met 1970=volkstellingen, 1976= inwoneraantal op 31 december

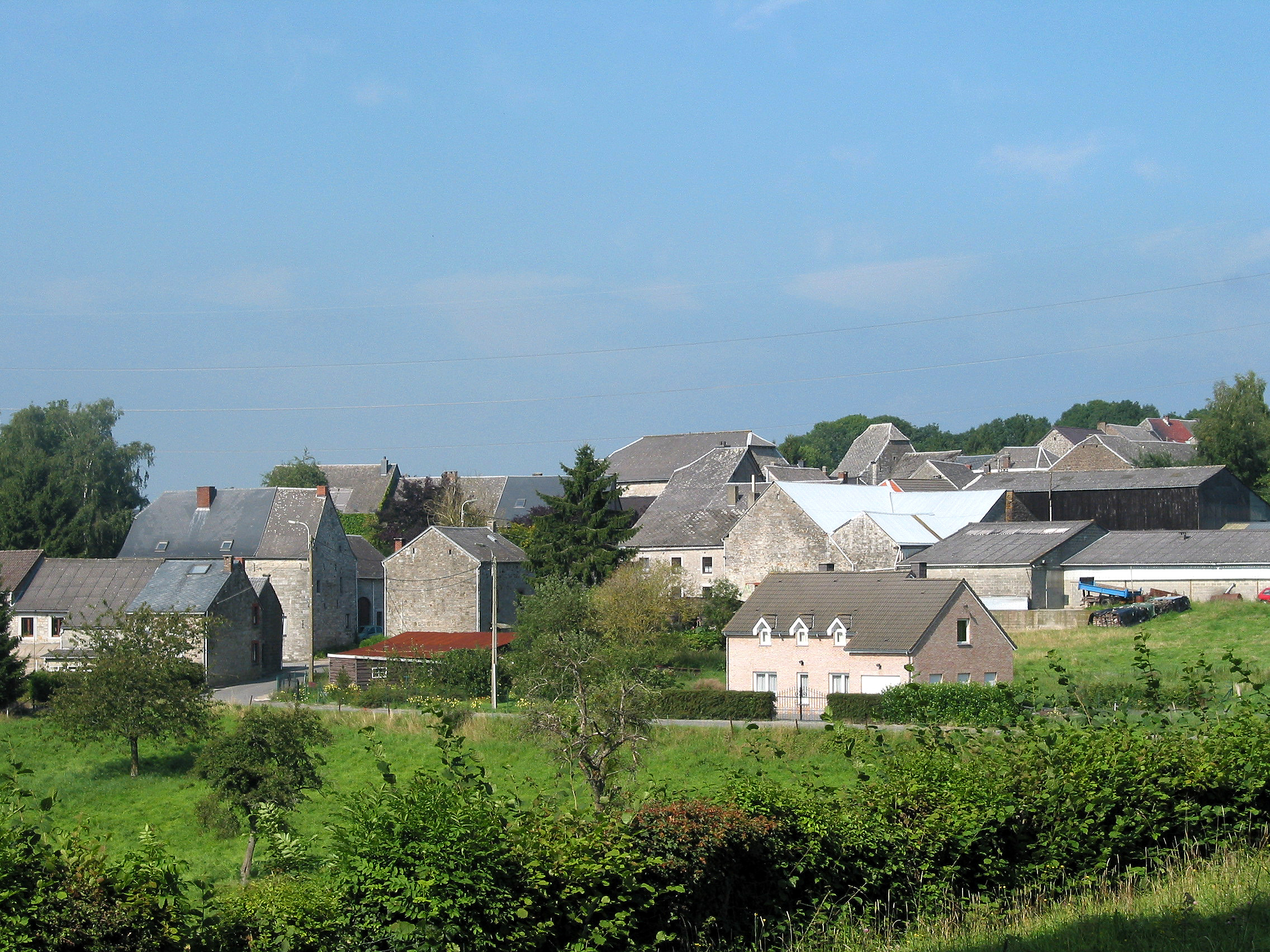
Uitzicht over de plaats

Deelgemeenten: Comblain-Fairon · Filot · Hamoir

Overige plaatsen: Comblain-la-Tour · Lassus · Xhignesse

Belgische gemeenten · arrondissement Hoei · provincie Luik · Wallonië